# Modysticus floridanus
Modysticus floridanus là một loài nhện trong họ Thomisidae.
Loài này thuộc chi Modysticus. Modysticus floridanus được Richard C. Banks miêu tả năm 1895.